# 水前寺清子
水前寺 清子（すいぜんじ きよこ、1945年〈昭和20年〉10月9日 - ）は、日本の歌手、女優。

## 人物
熊本県熊本市中央区の子飼商店街で生まれ、小学校まで同地で過ごす。熊本市立碩台小学校・洗足学園中学校・高等学校卒業。
芸名の水前寺は故郷・熊本市の水前寺成趣園から、清子は熊本ゆかりの戦国武将・加藤清正からそれぞれ取られている。愛称の「チータ」は、小柄な水前寺を作詞家の星野哲郎が「ちいさなたみちゃん」と呼んだことに由来する。動物のチーター柄の着物を着用することがある。
15歳時に出場した「コロムビア歌謡コンクール」に出場し2位になる。1位は都はるみであった。ここで星野哲郎が声を掛けたことが、のちのデビューのきっかけとなった。その後は、コロムビアで11回のレコーディングをしたものの、レコードデビューすることはできなかった。その後、クラウンレコードに移籍し「涙を抱いた渡り鳥」で念願のデビューを果たした。
1970年からは民放ドラマ史上最高の視聴率56.3%を記録したTBSのドラマ『ありがとう』に主演。石井ふく子は同作を構想して以来、水前寺がTBSに歌の仕事に来るたびに局内の女子トイレで待ち構えては口説き、歌手しかやらないという水前寺をついに出演させた。しかし、水前寺が歌手活動に専念したいとの意向で第3シリーズをもって降板し、第4シリーズは佐良直美に交代となった。
1994年にサントリーフーズより清涼飲料水「C.C.レモン」が発売となり、そのCMソング「C.C.レモン」（商品と同名タイトル）を歌ったことで話題になる。健康日本21推進ウオーキング実行委員長、社団法人日本ウオーキング協会理事の役職も務めている。
『NHK紅白歌合戦』には1965年（16回）から1986年（37回）まで22回連続出場していた。その内紅組司会を4回務め、1983年（第34回）にはトリを務めている（詳細は後述）。過去には長年にわたってサンミュージックプロダクションに所属していた。
2007年、出資法違反容疑などで摘発された株式会社エル・アンド・ジーによる、顧客獲得のための会員向けコンサートに出演していたことが発覚、出演料462万円を受け取っていた。被害対策弁護団は違法収益返還の取り組みも行っていたが、水前寺は「Ｌ＆Ｇや円天市場を宣伝するなどはしていないため、返還は考えていない」と回答 。水前寺の対応は誠実な部類で、18人中13人の演歌歌手は弁護団からの2度にわたる照会書請求を無視し、出演料も公表していない（2009年2月時点）。
2011年6月14日に広島で行ったコンサートでステージ中央の階段から落ち、左ひざを剥離骨折する大けがを負った。当日はそのまま公演を続けたが、翌15日に病院で診察を受けたところ、左ひざの骨折だけでなく、靭帯損傷も判明。担当医には「治るまでかなりの時間がかかる。絶対安静」と言われたという。自身のブログでは「大丈夫です。何とかいつものように、あちこちと動けるように努力してま〜す。あまり心配しないでください」と綴った。
これまでに制作した衣装や着物などをすべて自宅で保管しており、ごみ屋敷状態になっていると、2015年10月5日放送の『私の何がイケないの?』で紹介された。同番組で捨てずに整理する方法を提案され、総勢13名で片付けた。

## 略歴
- 前史 - 水前寺の父、林田壽は熊本市内で化粧品・洋品店を経営していており、家政婦を何人も雇うほど裕福な環境であった。歌が得意で、のど自慢やコンテストに出場していた民子を「歌手にしたい」と思った父は、日本舞踊やバイオリンなどの習い事をさせた。しかし、過大投資が祟って1957年に事業が破綻。一家は夜逃げ同然で「あさかぜ」にて上京。八畳一間の部屋で親子だけの生活を始める。父は精肉店で働き、母は内職で家計を支えた。裕福だった熊本時代から一変し、生活に余裕はなかったが、父は娘を歌手にする夢を捨てずに音楽を続けさせた[15]。民子はその期待に応えようと努力を惜しまなかった。
- 1960年 コロムビア歌謡コンクールに出場。2位入賞。作詞家の星野哲郎にスカウトされる。
- 1964年10月15日 「涙を抱いた渡り鳥」でデビュー。
- 1965年 NHK紅白歌合戦（NHK総合・ラジオ第1）に初出場。以降、1986年まで22回連続出場。※詳細はNHK紅白歌合戦出場歴を参照。
- 1968年 「三百六十五歩のマーチ」が100万枚の大ヒット。翌1969年3月開催の第41回選抜高等学校野球大会の入場行進曲に採用される。
- 1969年 「三百六十五歩のマーチ」で第11回日本レコード大賞大衆賞受賞[16]。
- 1970年 ドラマ『ありがとう』（TBS）主演。
- 1981年 『有明けの海』で古賀政男記念音楽大賞、日本作詩大賞に入賞。
- 1985年 つくば万博での公演に音楽家の小松明がバックバンド兼指揮者として参加。まもなく交際を始める。
- 1989年 小松との結婚を発表。同年2月28日、水前寺公園内の出水神社で挙式。小松が水前寺の個人事務所の社長に就任。
- 2000年 熊本市に老人ケアハウス「水清庵」を設立。また「水前寺清子一座」を旗揚げし、全国で公演。
- 2005年 期間限定再集結聖飢魔IIのミサにゲスト出演し、聖飢魔IIの演奏で「三百六十五歩のマーチ」をデーモン閣下と歌唱。
- 2017年 第1回ももいろ歌合戦に出場、以後2024年の第8回に至るまで毎年出場を続けている。
- 2018年 自身が司会を務める『人生は三百六十五歩のマーチ』が放送開始。水前寺の55周年をお祝いするという形で親交のあるゲストが毎週出演し、水前寺との思い出を語るという集大成の番組である。
- 2019年 旭日小綬章受章[17][18]。
- 2020年 デビュー55周年を祝いBSフジで司会を務める『人生は三百六十五歩のマーチ』の中でチータ55!と副題をつけたタイトルで2時間の特番が放送された。
- 2020年12月4日、小松と離婚していたことが報じられた[19]。また小松は事務所からも退き、水前寺が社長に就任したことも明らかになった[15]。

## NHK紅白歌合戦でのエピソード
水前寺は1960年代半ばから1980年代まで紅組トップバッター2回、紅組トリ1回、紅組司会4回、1981年よりチームリーダー制が敷かれてからは紅組リーダー4回（1983年は盟友である同期デビューの都はるみにその座を禅譲している）をそれぞれ務めた。
- 1968年、第19回紅白で初の紅組司会を務める。冒頭の選手宣誓で「昭和43年」を「昭和33年」と言い間違えた。当時は着流しやパンツルックなどボーイッシュな衣装でテレビ出演することが多かったが、芸者姿で司会に挑んだ。水前寺は「当日ドキドキで精神安定剤を飲んだらスーッと気持ちが落ち着いてきたから、『こりゃいいや』と思ってもう1錠飲んだらヘロヘロになっちゃって。選手宣誓の時、昭和43年を34年と言っちゃった」と話している[2]。
- 1971年、2回目の紅組司会を務めたが、紅組トリおよび大トリとなった美空ひばりの曲紹介を拒否したと噂されたことで、後日謝罪の記者会見を行い波紋を呼んだが、実際は、大トリだけは宮田輝が司会をするということが決まっていた。翌1972年の紅組司会は佐良直美に変更となるも、その翌1973年は水前寺が同年3回目の紅白司会を務めている。なお1972年では紅組の「応援団長」を務めた。
- 1979年、4回目の司会を務めた紅白では、歌手としてよりも司会の方に重点を置く意思で司会に臨んだ。特に初出場で緊張の極度にいる歌手に対しては激励の言葉をかけ続けたり、各歌手のいい部分を最大限すくい上げようと司会者面談をいつも以上に念入りに行うなど努力を惜しまなかった。
- 1983年、「あさくさ物語」で出場19回目にして初の紅組トリを務める。しかしこの年、紅白の直前に父親が死去。紅組司会の黒柳徹子は「天国のお父ちゃん、聞こえますか?」と曲紹介した。なお、水前寺は11月20日の時点で紅組トリ担当を知らされていたが、NHKとの取り決めにより、病床の父親にもその事実を告げることができなかった。それが心残りとなっており「この事実を父親に告げていれば、紅白本番の時まで父親は生きていてくれたのかも」と語った[20]。
- 1987年、紅白改革の嵐に巻き込まれる形で、出場22回にして落選という挫折を味わう。その際、番組側から水前寺に対し「辞退した」と発表することを許可されたが「（落選という）結果を正面から受け入れようと思いました。辞退は逃げだと思います」とこれを拒んだ。紅白が50回を迎えた時のインタビューでは「今ではテレビで見る立場になってしまいましたが、お声がかかったり時代の流れに乗ればいつでも出るし待ってます」とコメントしている[20]。ただし、紅白の事前番組（『あなたが選ぶ思い出の紅白・感動の紅白』など）にはコロッケらと出演している。また、2009年11月に読売テレビ制作・日本テレビ系列『情報ライブ ミヤネ屋』に出演した際、紅白に初出場を果たした歌手が記者会見で「親孝行になった」と発言する姿が印象的だと話し、紅白を「若い歌手に是非出てほしい番組」と推奨していた。
- 自身のブログでは、「紅白はヒット曲が出ない限りは出場しない。今は半卒業状態」だと綴っていた[いつ?]。
- 紅白の出場がなくなって久しい一方で、前述の通り2017年から毎年大晦日に開催されている『ももいろ歌合戦』に初回から2024年の第8回に至るまですべての回に出場を続けている。

## その他のエピソード
- デビュー前、芸名は「東京マリ」にしようと自分で考えていたが[2]、演歌歌手としてデビューすることになり、恩師である星野哲郎やレコード会社ディレクターの提案によって芸名が「水前寺清子」になった。また、星野の葬儀では弔辞を読み上げた。
- ペプシコーラのCMソングに起用された「1+1の音頭」は、1970年11月までに26万枚を売り上げ[21]、盆踊りの定番曲の一つとしても知られる[22]。水前寺が宣伝以外でこの曲を歌うのは2015年11月7日にトロント日系文化会館で開催されたチャリティーコンサート[23] が初めてだったという[24]。
- TBSのドラマ『ありがとう』の出演を拒んだ理由として「私は歌手であり、女優をやったら歌が売れなくなってしまうから」と語った。しかし、石井ふく子の説得により出演し、結果的に高視聴率を獲得し、シリーズ化されるほどの人気を博した。しかし「その後、歌が売れなくなった」と、本人は自虐的に語っている。
- 実母の介護経験から、熊本市に老人ケアハウス「水清庵」を設立した[2]。母親が認知症を患った際に、最初に水前寺の名前を忘れてしまったことがショックであり、その介護経験を生かしたいと考えて設立を決意したという。
- 1989年、43歳の時に結婚した6歳年下のサックス奏者・小松明は結婚後は水前寺の個人事務所社長に就任し、マネージメント業務に専念していた。小松は業界関係者に平身低頭で売り込む姿から「水前寺清」と業界内で形容されていた。一方で水前寺の仕事に対しては厳しく、関係者やスタッフが大勢いる前でも厳しい言葉で罵倒していたこともあった。2020年12月、結婚から32年目にして熟年離婚したことが明らかになった[15]。
- デビュー時から現在まで一貫して世田谷区桜新町に在住。4月の「さくらまつり」には毎年出演している。
- プロサッカークラブのロアッソ熊本応援イメージソング 「HIKARI 〜輝く未来へ〜」を歌った縁から、ロアッソのファンであることを公言している。
- 海上自衛隊護衛艦隊・第12護衛隊のニックネームが「チーター」であることから「365歩のマーチ」の一節にある「人生はワンツーパンチ」を新ロゴマークに採用した[25]。

## ディスコグラフィ

### シングル
- 一部を除き日本クラウンからリリース[注釈 2]。

| #   | 発売日          | 曲順 | タイトル                                    | 作詞                       | 作曲                  | 編曲              | 規格品番  |
| --- | --------------- | ---- | ------------------------------------------- | -------------------------- | --------------------- | ----------------- | --------- |
| 1   | 1964年 10月15日 | A面  | 涙を抱いた渡り鳥                            | 有田めぐむ                 | いづみゆたか          | いづみゆたか      | CW-151    |
| 1   | 1964年 10月15日 | B面  | 天国の近く                                  | 有田めぐむ                 | いづみゆたか          | いづみゆたか      | CW-151    |
| 2   | 1964年 12月     | A面  | 娘田原坂                                    | 星野哲郎                   | いづみゆたか          | いづみゆたか      | CW-208    |
| 2   | 1964年 12月     | B面  | 女のれん                                    | 星野哲郎                   | いづみゆたか          | いづみゆたか      | CW-208    |
| 3   | 1965年 2月      | A面  | 花の都の渡り鳥                              | 星野哲郎                   | 叶弦大                | 安田彫花          | CW-214    |
| 3   | 1965年 2月      | B面  | 母情のギター                                | 南鏡太郎                   | 叶弦大                | 安田彫花          | CW-214    |
| 4   | 1965年 5月      | A面  | 女黒田節                                    | 星野哲郎                   | 叶弦大                | 重松岩雄          | CW-265    |
| 4   | 1965年 5月      | B面  | 涙売ります                                  | 星野哲郎                   | 叶弦大                | 安田彫花          | CW-265    |
| 5   | 1965年 7月      | A面  | 娘ざかり                                    | 中山大三郎                 | 関野幾生              | 福田正            | CW-298    |
| 5   | 1965年 7月      | B面  | 女の戦い                                    | 星野哲郎                   | 梶原誠二              | 福田正            | CW-298    |
| 6   | 1965年 8月      | A面  | 女ごころの流し唄                            | 星野哲郎                   | 北原じゅん            | 北原じゅん        | CW-333    |
| 6   | 1965年 8月      | B面  | 流れのかもめ鳥                              | 松倉久                     | 北原じゅん            | 重松岩雄          | CW-333    |
| 7   | 1965年 10月     | A面  | 人生舞台                                    | 阿蘇健                     | 叶弦大                | 安田彫花          | CW-348    |
| 7   | 1965年 10月     | B面  | 泣き虫椿                                    | 松倉久                     | 叶弦大                | サトウ進一        | CW-348    |
| 8   | 1965年 11月     | A面  | ゆさぶりどっこの唄                          | 星野哲郎                   | 北原じゅん            | 北原じゅん        | CW-365    |
| 8   | 1965年 11月     | B面  | 女一匹の歌                                  | 星野哲郎                   | 北原じゅん            | 北原じゅん        | CW-365    |
| 9   | 1966年 3月      | A面  | その一言を待ってます                        | 星野哲郎                   | 米山正夫              | 小杉仁三          | CW-445    |
| 9   | 1966年 3月      | B面  | つきんぼ船唄                                | 星野哲郎                   | 米山正夫              | 小杉仁三          | CW-445    |
| 10  | 1966年 4月      | A面  | 女三四郎                                    | 並木ひでを                 | 北原じゅん            | 福田正            | CW-450    |
| 10  | 1966年 4月      | B面  | 人生ばやし                                  | 土井朗                     | 北原じゅん            | 福田正            | CW-450    |
| 11  | 1966年 5月      | A面  | 俺は天下のご意見番                          | 良池まもる                 | 北原じゅん            | 北原じゅん        | CW-481    |
| 11  | 1966年 5月      | B面  | 男で来い                                    | 星野哲郎                   | 北原じゅん            | 北原じゅん        | CW-481    |
| 12  | 1966年 6月      | A面  | 人情一枚                                    | 星野哲郎                   | 叶弦大                | 福田正            | CW-522    |
| 12  | 1966年 6月      | B面  | 花で飾ろう                                  | 星野哲郎                   | 叶弦大                | 福田正            | CW-522    |
| 13  | 1966年 11月     | A面  | いっぽんどっこの唄                          | 星野哲郎                   | 富侑栄                | 安田彫花          | CW-574    |
| 13  | 1966年 11月     | B面  | のれん恋唄                                  | 星野哲郎                   | 富侑栄                | 安田彫花          | CW-574    |
| 14  | 1967年 5月      | A面  | いのち知らずにゃ敵がない                    | 星野哲郎                   | 安藤実親              | 安藤実親          | CW-646    |
| 14  | 1967年 5月      | B面  | あすなろの唄                                | 星野哲郎                   | 安藤実親              | 安藤実親          | CW-646    |
| 15  | 1967年 8月      | A面  | どうどうどっこの唄                          | 星野哲郎                   | 安藤実親              | 安藤実親          | CW-687    |
| 15  | 1967年 8月      | B面  | かぎりある身の                              | 星野哲郎                   | 安藤実親              | 安藤実親          | CW-687    |
| 16  | 1967年 9月      | A面  | いつでも君は                                | 星野哲郎                   | 米山正夫              | 小杉仁三          | CW-706    |
| 16  | 1967年 9月      | B面  | あの娘はいつも                              | 星野哲郎                   | 米山正夫              | 小杉仁三          | CW-706    |
| 17  | 1967年 10月     | A面  | みそこなっちゃいけないよ                    | 大矢弘子                   | 叶弦大                | 安藤実親          | CW-730    |
| 17  | 1967年 10月     | B面  | どっこい生きてやる                          | 大矢弘子                   | 叶弦大                | 安藤実親          | CW-730    |
| 18  | 1968年 1月      | A面  | おしてもだめならひいてみな                  | 星野哲郎                   | 首藤正毅              | 安藤実親          | CW-768    |
| 18  | 1968年 1月      | B面  | 俺のためには泣かないさ                      | 星野哲郎                   | 首藤正毅              | 安藤実親          | CW-768    |
| 19  | 1968年 3月      | A面  | 男でよいしょ                                | 星野哲郎                   | 安藤実親              | 安藤実親          | CW-800    |
| 19  | 1968年 3月      | B面  | わがこころの唄                              | 星野哲郎                   | 安藤実親              | 安藤実親          | CW-800    |
| 20  | 1968年 6月      | A面  | 艶歌                                        | 星野哲郎                   | 安藤実親              | 安藤実親          | CW-820    |
| 20  | 1968年 6月      | B面  | 青い空から雨がふる                          | 星野哲郎                   | 安藤実親              | 安藤実親          | CW-820    |
| 21  | 1968年 8月      | A面  | 神様の恋人                                  | 星野哲郎                   | 鈴木邦彦              | 小杉仁三          | CW-846    |
| 21  | 1968年 8月      | B面  | ほほえみ                                    | 星野哲郎                   | 鈴木邦彦              | 小杉仁三          | CW-846    |
| 22  | 1968年 9月      | A面  | ひとりでよいしょ                            | 星野哲郎                   | 安藤実親              | 安藤実親          | CW-850    |
| 22  | 1968年 9月      | B面  | 若さで体当り                                | 美沢香                     | 今井幸雄              | 安藤実親          | CW-850    |
| 23  | 1968年 11月1日  | A面  | 人生男節                                    | 大矢弘子                   | 野田ひさ志            | 安藤実親          | CW-873    |
| 23  | 1968年 11月1日  | B面  | そこぬけ進軍歌                              | 三宅立美                   | 首藤正毅              | 安藤実親          | CW-873    |
| 24  | 1968年 11月10日 | A面  | 三百六十五歩のマーチ                        | 星野哲郎                   | 米山正夫              | 小杉仁三          | CW-886    |
| 24  | 1968年 11月10日 | B面  | 青空の唄                                    | 星野哲郎                   | 米山正夫              | 小杉仁三          | CW-886    |
| 25  | 1969年 2月      | A面  | 男じゃないか                                | 星野哲郎                   | 叶弦大                | 安藤実親          | CW-905    |
| 25  | 1969年 2月      | B面  | 友達の唄                                    | 星野哲郎                   | 叶弦大                | 安藤実親          | CW-905    |
| 26  | 1969年 5月      | A面  | にんげんどっこの唄                          | 星野哲郎                   | 安藤実親              | 安藤実親          | CW-937    |
| 26  | 1969年 5月      | B面  | ここでやらずにどこでやる                    | 星野哲郎                   | 安藤実親              | 安藤実親          | CW-937    |
| 27  | 1969年 6月1日   | A面  | 敦賀とてもすきすき                          | 星野哲郎                   | 山崎正清              | 山崎正清          | CW-948    |
| 27  | 1969年 6月1日   | B面  | 敦賀ばやし                                  | 星野哲郎                   | 山崎正清              | 山崎正清          | CW-948    |
| 28  | 1969年 8月      | A面  | 赤いトランク                                | 大矢弘子                   | 安藤実親              | 安藤実親          | CW-977    |
| 28  | 1969年 8月      | B面  | 心機一転                                    | 三木あき子                 | 三木あき子            | 安藤実親          | CW-977    |
| 29  | 1969年 10月     | A面  | 真実一路のマーチ                            | 星野哲郎                   | 米山正夫              | 小杉仁三          | CW-980    |
| 29  | 1969年 10月     | B面  | いのちをかけても損はない                    | 星野哲郎                   | 米山正夫              | 小杉仁三          | CW-980    |
| 30  | 1969年 12月     | A面  | 東京でだめなら                              | 星野哲郎                   | 首藤正毅              | 安藤実親          | CW-1000   |
| 30  | 1969年 12月     | B面  | 三猿流し唄                                  | 星野哲郎                   | 首藤正毅              | 安藤実親          | CW-1000   |
| 31  | 1970年 3月      | A面  | 空手道                                      | 星野哲郎                   | 安藤実親              | 安藤実親          | CW-1030   |
| 31  | 1970年 3月      | B面  | 花のド根性                                  | 荒金義喜                   | 安藤実親              | 安藤実親          | CW-1030   |
| 32  | 1970年 5月      | A面  | 1+1の音頭                                   | 星野哲郎                   | 鈴木邦彦              | 鈴木邦彦          | CW-1050   |
| 32  | 1970年 5月      | B面  | A・B・C小唄                                 | 星野哲郎                   | 鈴木邦彦              | 鈴木邦彦          | CW-1050   |
| 33  | 1970年 6月      | A面  | ありがとうの歌                              | 大矢弘子                   | 叶弦大                | 小杉仁三          | CW-1062   |
| 33  | 1970年 6月      | B面  | おやすみの唄                                | 大矢弘子                   | 叶弦大                | 小杉仁三          | CW-1062   |
| 34  | 1970年 7月      | A面  | 三度笠だよ人生は                            | 星野哲郎                   | 安藤実親              | 安藤実親          | CW-1088   |
| 34  | 1970年 7月      | B面  | 死ぬまで私は生きている                      | 星野哲郎                   | 安藤実親              | 安藤実親          | CW-1088   |
| 35  | 1970年 10月     | A面  | だめでもともと                              | 星野哲郎                   | 米山正夫              | 小杉仁三          | CW-1098   |
| 35  | 1970年 10月     | B面  | シーマンズ・マーチ                          | 星野哲郎                   | 米山正夫              | 小杉仁三          | CW-1098   |
| 36  | 1970年 11月     | A面  | 大勝負                                      | 関沢新一                   | 安藤実親              | 安藤実親          | CW-1101   |
| 36  | 1970年 11月     | B面  | 男ならどうする                              | 関沢新一                   | 叶弦大                | 安藤実親          | CW-1101   |
| 37  | 1971年 2月      | A面  | あゝ恋唄                                    | 星野哲郎                   | 安藤実親              | 安藤実親          | CW-1119   |
| 37  | 1971年 2月      | B面  | 青空を見たかい                              | 星野哲郎                   | 安藤実親              | 重松岩雄          | CW-1119   |
| 38  | 1971年 4月      | A面  | ねんがら子守唄                              | 星野哲郎                   | 安藤実親              | 小杉仁三          | CW-1139   |
| 38  | 1971年 4月      | B面  | チータの東京                                | 星野哲郎                   | 安藤実親              | 安藤実親          | CW-1139   |
| 39  | 1971年 7月      | A面  | ああ男なら男なら                            | 星野哲郎                   | 安藤実親              | 安藤実親          | CW-1175   |
| 39  | 1971年 7月      | B面  | あいつ恋しや                                | 星野哲郎                   | 安藤実親              | 安藤実親          | CW-1175   |
| 40  | 1971年 9月      | A面  | 浪花太鼓                                    | 星野哲郎                   | 米山正夫              | 小杉仁三          | DC-502    |
| 40  | 1971年 9月      | B面  | 大阪パレード                                | 渚しぐれ                   | 米山正夫              | 小杉仁三          | DC-502    |
| 41  | 1971年 10月     | A面  | 青空浪人の唄                                | 関沢新一                   | 安藤実親              | 安藤実親          | CW-1185   |
| 41  | 1971年 10月     | B面  | 天にまかせて                                | 関沢新一                   | 安藤実親              | 安藤実親          | CW-1185   |
| 42  | 1971年 12月     | A面  | 苦労買います                                | おおがみとおる             | 安藤実親              | 安藤実親          | CW-1200   |
| 42  | 1971年 12月     | B面  | 脱ニッポン!                                 | 関沢新一                   | 安藤実親              | 安藤実親          | CW-1200   |
| 43  | 1972年 1月      | A面  | おどんが国は                                | 川添一郎                   | 米山正夫              | 小杉仁三          | CW-1213   |
| 43  | 1972年 1月      | B面  | おてもやん                                  | 熊本県民謡                 | 熊本県民謡            | 岩代浩一          | CW-1213   |
| 44  | 1972年 2月      | A面  | この手にとまれ                              | 星野哲郎                   | 市川昭介              | 小杉仁三          | CW-1215   |
| 44  | 1972年 2月      | B面  | ふるさと東京                                | 星野哲郎                   | 市川昭介              | 小杉仁三          | CW-1215   |
| 45  | 1972年 5月      | A面  | 柔の道                                      | 関沢新一                   | 安藤実親              | 安藤実親          | CW-1234   |
| 45  | 1972年 5月      | B面  | 男が一人で                                  | 関沢新一                   | 安藤実親              | 小山恭弘          | CW-1234   |
| 46  | 1972年 9月      | A面  | いつかは逢えるだろう                        | 阿久悠                     | 戸河万吉              | 竹村次郎          | CW-1276   |
| 46  | 1972年 9月      | B面  | わが町                                      | 阿久悠                     | 戸河万吉              | 竹村次郎          | CW-1276   |
| 47  | 1972年 10月1日  | A面  | 大逆転のマーチ                              | 星野哲郎                   | 安藤実親              | 小山恭弘          | CW-1278   |
| 47  | 1972年 10月1日  | B面  | 陽だまりの歌                                | 星野哲郎                   | 安藤実親              | 安藤実親          | CW-1278   |
| 48  | 1972年 10月10日 | A面  | 昭和放浪記                                  | 阿久悠                     | 小林亜星              | 小杉仁三          | CW-1280   |
| 48  | 1972年 10月10日 | B面  | 祭りになればいい                            | 阿久悠                     | 小林亜星              | 馬飼野俊一        | CW-1280   |
| 49  | 1972年 12月     | A面  | 指言葉の歌                                  | 星野哲郎                   | 鈴木邦彦              | 小杉仁三          | CW-1304   |
| 49  | 1972年 12月     | B面  | 指言葉の歌(体操用)                          | -                          | 鈴木邦彦              | 小杉仁三          | CW-1304   |
| 50  | 1973年 6月      | A面  | かあさん                                    | 阿久悠                     | 小林亜星              | 小杉仁三          | CW-1343   |
| 50  | 1973年 6月      | B面  | いこいの唄                                  | 大矢弘子                   | 安藤実親              | 小杉仁三          | CW-1343   |
| 51  | 1973年 8月      | A面  | 大恋愛                                      | 大兼佳也                   | 猪俣公章              | 坂下晃司          | CW-1357   |
| 51  | 1973年 8月      | B面  | 男にゃ三つの夢がある                        | 大兼佳也                   | 猪俣公章              | 坂下晃司          | CW-1357   |
| 52  | 1973年 11月     | A面  | 望郷の詩                                    | 藤田まさと                 | 遠藤実                | 斉藤恒夫          | CW-1384   |
| 52  | 1973年 11月     | B面  | 明日がある                                  | 藤田まさと                 | 遠藤実                | 斉藤恒夫          | CW-1384   |
| 53  | 1974年 1月      | A面  | どこかでありがとう                          | 星野哲郎                   | 安藤実親              | 原田良一          | CW-1398   |
| 53  | 1974年 1月      | B面  | 魚のロック                                  | 星野哲郎                   | 安藤実親              | 原田良一          | CW-1398   |
| 54  | 1974年 4月      | A面  | ハナハナハナ                                | 星野哲郎                   | 米山正夫              | 小杉仁三          | CW-1414   |
| 54  | 1974年 4月      | B面  | それは海                                    | 星野哲郎                   | 米山正夫              | 小杉仁三          | CW-1414   |
| 55  | 1974年 5月      | A面  | 人生ブルース                                | なかにし礼                 | 浜圭介                | 竜崎孝路          | CW-1420   |
| 55  | 1974年 5月      | B面  | 人情町                                      | なかにし礼                 | 浜圭介                | 竜崎孝路          | CW-1420   |
| 56  | 1974年 7月      | A面  | 幸せ正面だーれ                              | 関沢新一                   | 市川昭介              | 馬場良            | CW-1429   |
| 56  | 1974年 7月      | B面  | あゝ人生浮き沈み                            | 関沢新一                   | 市川昭介              | 馬場良            | CW-1429   |
| 57  | 1974年 8月      | A面  | てっぺんまごころ                            | 星野哲郎                   | 安藤実親              | 安藤実親          | CW-1430   |
| 57  | 1974年 8月      | B面  | 東京ひとり歩き                              | 星野哲郎                   | 安藤実親              | 馬場良            | CW-1430   |
| 58  | 1974年 10月     | A面  | 花の散りぎわ                                | なかにし礼                 | 浜圭介                | 竜崎孝路          | CW-1458   |
| 58  | 1974年 10月     | B面  | 男の出番                                    | なかにし礼                 | 浜圭介                | 竜崎孝路          | CW-1458   |
| 59  | 1975年 1月      | A面  | あたしのものよ                              | 松山善三                   | 平尾昌晃              | 京建輔            | CW-1473   |
| 59  | 1975年 1月      | B面  | いつかはいいたかった                        | 松山善三                   | 平尾昌晃              | 京建輔            | CW-1473   |
| 60  | 1975年 2月      | A面  | 大成功                                      | 関沢新一                   | 安藤実親              | 安藤実親          | CW-1475   |
| 60  | 1975年 2月      | B面  | 時は流れる                                  | 関沢新一                   | 安藤実親              | 安藤実親          | CW-1475   |
| 61  | 1975年 4月      | A面  | みつばちマーヤの冒険                        | 伊勢正三                   | 伊勢正三              | 小山恭弘          | CW-1487   |
| 61  | 1975年 4月      | B面  | おやすみマーヤ                              | 伊勢正三                   | 伊勢正三              | 小山恭弘          | CW-1487   |
| 62  | 1975年 6月      | A面  | 同窓会                                      | 星野哲郎                   | 山路進一              | 山路進一          | CW-1491   |
| 62  | 1975年 6月      | B面  | 俺にまかせろ                                | 星野哲郎                   | 山路進一              | 山路進一          | CW-1491   |
| 63  | 1975年 8月      | A面  | 君は青空を見たか                            | 平岩弓枝                   | 米山正夫              | 小杉仁三          | CW-1503   |
| 63  | 1975年 8月      | B面  | ジーパン演歌                                | 平野ますみ                 | 米山正夫              | 小杉仁三          | CW-1503   |
| 64  | 1975年 10月     | A面  | 浮草                                        | 寺山修司                   | 猪俣公章              | 原田良一          | CW-1521   |
| 64  | 1975年 10月     | B面  | 裏町                                        | 寺山修司                   | 猪俣公章              | 原田良一          | CW-1521   |
| 65  | 1975年 11月     | A面  | 明日がござる                                | 平岩弓枝                   | 米山正夫              | 小杉仁三          | CW-1529   |
| 65  | 1975年 11月     | B面  | 鈴の子守唄                                  | 橋田壽賀子                 | 米山正夫              | 小杉仁三          | CW-1529   |
| 66  | 1976年 3月25日  | A面  | しあわせ橋                                  | 星野哲郎                   | 米山正夫              | 小杉仁三          | CW-1550   |
| 66  | 1976年 3月25日  | B面  | わたしの生まれた島は                        | 星野哲郎                   | 中村千里              | 湯野カオル        | CW-1550   |
| 67  | 1976年 3月25日  | A面  | 鬼面児                                      | 星野哲郎                   | 安藤実親              | 安藤実親          | CW-1552   |
| 67  | 1976年 3月25日  | B面  | 人生勝負                                    | 堀川敏幸                   | 三島正次              | 安藤実親          | CW-1552   |
| 68  | 1976年 7月      | A面  | にっぽん流行歌                              | 関沢新一                   | 島津伸男              | 島津伸男          | CW-1574   |
| 68  | 1976年 7月      | B面  | ふるさと唱歌                                | 関沢新一                   | 島津伸男              | 島津伸男          | CW-1574   |
| 69  | 1976年 10月     | A面  | お父さん                                    | 星野哲郎                   | はやし・こば          | はやし・こば      | CW-1604   |
| 69  | 1976年 10月     | B面  | 遠い道だけど                                | みやもり純                 | 叶弦大                | 原田良一          | CW-1604   |
| 70  | 1977年 2月      | A面  | お前のふるさとどこなんだ                    | 杉紀彦                     | 中村千里              | 小山恭弘          | CW-1618   |
| 70  | 1977年 2月      | B面  | 夕焼け鴉                                    | 杉紀彦                     | 関野幾生              | 小山恭弘          | CW-1618   |
| 71  | 1977年 3月      | A面  | 花染め音次郎                                | 杉紀彦                     | 米山正夫              | 小杉仁三          | CW-1627   |
| 71  | 1977年 3月      | B面  | 都忘れの花咲く道で                          | 杉紀彦                     | 米山正夫              | 小山恭弘          | CW-1627   |
| 72  | 1977年 11月     | A面  | 虚空太鼓                                    | 星野哲郎                   | 島津伸男              | 池多孝春          | CW-1699   |
| 72  | 1977年 11月     | B面  | 明日では遅すぎる                            | 星野哲郎                   | 島津伸男              | 池多孝春          | CW-1699   |
| 73  | 1978年 2月      | A面  | 春らんまん                                  | 浅木しゅん                 | 安藤実親              | 馬場良            | CW-1716   |
| 73  | 1978年 2月      | B面  | ヤッちゃんのお嫁入り                        | 原田光雄                   | 原田光雄              | 安藤実親          | CW-1716   |
| 74  | 1978年 3月25日  | A面  | 我がふるさと                                | 安永貞利                   | 小川寛興              | 小川寛興          | CW-1728   |
| 74  | 1978年 3月25日  | B面  | おかげさまです                              | 星野哲郎                   | 小川寛興              | 小川寛興          | CW-1728   |
| 75  | 1978年 3月25日  | A面  | 岬にて                                      | 有馬三恵子                 | 米山正夫              | 小杉仁三          | CW-1729   |
| 75  | 1978年 3月25日  | B面  | 海の恋唄                                    | 有馬三恵子                 | 米山正夫              | 小杉仁三          | CW-1729   |
| 76  | 1978年 7月      | A面  | 九州よかとこ                                | 星野哲郎                   | 安藤実親              | 安藤実親          | CW-1760   |
| 76  | 1978年 7月      | B面  | (カラオケ)                                  | -                          | 安藤実親              | 安藤実親          | CW-1760   |
| 77  | 1978年 8月      | A面  | 肥後の駒下駄                                | 星野哲郎                   | 島津伸男              | 小町昭            | CW-1770   |
| 77  | 1978年 8月      | B面  | ラーメン仁義                                | 星野哲郎                   | 山路進一              | 山路進一          | CW-1770   |
| 78  | 1979年 2月      | A面  | カラスの歌                                  | 星野哲郎                   | 鏑木創                | 鏑木創            | CW-1817   |
| 78  | 1979年 2月      | B面  | 恋まみれの詩                                | 杉紀彦                     | 曽根幸明              | 曽根幸明          | CW-1817   |
| 79  | 1979年 5月25日  | A面  | 船橋手拍子音頭                              | 福田克彦                   | 市川昭介              | 小杉仁三          | CW-1836   |
| 79  | 1979年 5月25日  | B面  | さざんかのマーチ                            | 仁田清男                   | 市川昭介              | 小杉仁三          | CW-1836   |
| 80  | 1979年 5月25日  | A面  | 夢一番                                      | 星野哲郎                   | 安藤実親              | 小杉仁三          | CW-1840   |
| 80  | 1979年 5月25日  | B面  | お酒ばなし                                  | 星野哲郎                   | 安藤実親              | 小杉仁三          | CW-1840   |
| 81  | 1979年 8月      | A面  | オアシス音頭                                | 星野哲郎                   | 市川昭介              | 小杉仁三          | CW-1860   |
| 81  | 1979年 8月      | B面  | オアシスのマーチ                            | 星野哲郎                   | 市川昭介              | 小杉仁三          | CW-1860   |
| 82  | 1979年 9月      | A面  | 昭和艶歌                                    | 星野哲郎                   | 市川昭介              | 馬場良            | CW-1871   |
| 82  | 1979年 9月      | B面  | 東京ひとり唄                                | さいとう大三               | 市川昭介              | 馬場良            | CW-1871   |
| 83  | 1980年 4月      | A面  | あなたの光はどんな色                        | 伊藤アキラ                 | 鈴木キサブロー        | 馬飼野俊一        | CW-1918   |
| 83  | 1980年 4月      | B面  | 旅人さん                                    | 伊藤アキラ                 | 鈴木キサブロー        | 馬飼野俊一        | CW-1918   |
| 84  | 1981年 4月      | A面  | さすらい情話                                | 藤公之介                   | 猪俣公章              | 斉藤恒夫          | RHS-14    |
| 84  | 1981年 4月      | B面  | 風を越える日                                | 伊藤アキラ                 | 佐々木勉              | 矢野立美          | RHS-14    |
| 85  | 1981年 8月      | A面  | 有明けの海                                  | 中山大三郎                 | 中山大三郎            | 京建輔            | RHS-40    |
| 85  | 1981年 8月      | B面  | 男の街角                                    | 大川玲                     | 猪俣公章              | 斉藤恒夫          | RHS-40    |
| 86  | 1982年 7月      | A面  | 命坂                                        | 白鳥園枝                   | 遠藤実                | 京建輔            | RHS-75    |
| 86  | 1982年 7月      | B面  | ふたり橋                                    | 荒川利夫                   | 遠藤実                | 京建輔            | RHS-75    |
| 87  | 1983年 1月      | A面  | 花が咲いたらまた来るよ                      | 水木かおる                 | 山路進一              | 京建輔            | RHS-90    |
| 87  | 1983年 1月      | B面  | 幸せは遠くても                              | 水木かおる                 | 山路進一              | 京建輔            | RHS-90    |
| 88  | 1983年 8月      | A面  | あさくさ物語                                | なかにし礼                 | 森田公一              | 京建輔            | RHS-111   |
| 88  | 1983年 8月      | B面  | よさこい母情                                | なかにし礼                 | 森田公一              | 京建輔            | RHS-111   |
| 89  | 1984年 4月      | A面  | 涙のマーチ                                  | 星野哲郎                   | 十勝遙                | 馬飼野俊一        | RHS-145   |
| 89  | 1984年 4月      | B面  | 赤い血の歌                                  | 星野哲郎                   | 十勝遙                | 馬飼野俊一        | RHS-145   |
| 90  | 1984年 8月5日   | A面  | 浪花節だよ人生は                            | 藤田まさと                 | 四方章人              | 薗広昭            | RHS-162   |
| 90  | 1984年 8月5日   | B面  | 大阪ひとり                                  | 荒川利夫                   | 四方章人              | 京建輔            | RHS-162   |
| 91  | 1985年 4月5日   | A面  | 人生夢三味線                                | 山田孝雄                   | 四方章人              | 池多孝春          | RHS-191   |
| 91  | 1985年 4月5日   | B面  | 故里恋酒                                    | みなみ大介                 | 十勝遙                | 竜崎孝路          | RHS-191   |
| 92  | 1985年 10月21日 | A面  | 松五郎愛歌                                  | なかにし礼                 | 岡千秋                | 京建輔            | RHS-223   |
| 92  | 1985年 10月21日 | B面  | 母上様                                      | 宮崎貴                     | 岡千秋                | 京建輔            | RHS-223   |
| 93  | 1986年 4月21日  | A面  | 男三百六十度                                | 伍路りょう                 | 泉みどり              | 泉みどり          | RHS-242   |
| 93  | 1986年 4月21日  | B面  | がまん酒                                    | 星野哲郎                   | 一代のぼる            | 竜崎孝路          | RHS-242   |
| 94  | 1987年 2月21日  | A面  | 玄海恋歌                                    | 荒木とよひさ               | 荒木とよひさ          | 佐孝康夫          | RHS-273   |
| 94  | 1987年 2月21日  | B面  | 望恋歌                                      | 荒木とよひさ               | 三木たかし            | 竜崎孝路          | RHS-273   |
| 95  | 1988年 2月1日   | A面  | 今日から一歩                                | たかたかし                 | 浜口庫之助            | 竜崎孝路          | B07S-8    |
| 95  | 1988年 2月1日   | B面  | 薄情渡り鳥                                  | 陣吾郎                     | 美樹克彦              | 竜崎孝路          | B07S-8    |
| 96  | 1989年 8月21日  | A面  | こころの港                                  | 星野哲郎                   | 原譲二                | 鈴木操            | CWA-540   |
| 96  | 1989年 8月21日  | B面  | 夜明け船                                    | 星野哲郎                   | 原譲二                | 鈴木操            | CWA-540   |
| 97  | 1990年 4月21日  | 01   | 義農作兵衛                                  | 星野哲郎                   | 島津伸男              | 伊戸のりお        | CRDN-12   |
| 97  | 1990年 4月21日  | 02   | 愛農炎歌                                    | 星野哲郎                   | 島津伸男              | 伊戸のりお        | CRDN-12   |
| 98  | 1990年 8月21日  | 01   | 青空                                        | 星野哲郎                   | 三島大輔              | 前田俊明          | CRDN-25   |
| 98  | 1990年 8月21日  | 02   | あきない                                    | 池浦利彦                   | 池浦利彦              | 平野孝幸          | CRDN-25   |
| 99  | 1991年 1月21日  | 01   | 曼陀羅華                                    | 池浦利彦                   | 池浦利彦              | 小杉仁三          | CRDN-51   |
| 99  | 1991年 1月21日  | 02   | 人生松竹梅                                  | 池浦利彦                   | 池浦利彦              | 小杉仁三          | CRDN-51   |
| 100 | 1991年 11月21日 | 01   | ハーモニー                                  | つのだひろ                 | つのだひろ            | 梅垣達志          | CRDN-106  |
| 100 | 1991年 11月21日 | 02   | 新妻に捧げる歌                              | 中村メイコ                 | 神津善行              | 神津善行          | CRDN-106  |
| 101 | 1991年 11月21日 | 01   | 三百六十五歩のマーチ                        | 星野哲郎                   | 米山正夫              | 松井忠重          | CRDN-107  |
| 101 | 1991年 11月21日 | 02   | 子供はつらいよ                              | 山田孝雄                   | 三島大輔              | 松井忠重          | CRDN-107  |
| 102 | 1992年 3月21日  | 01   | いまさら歌舞伎                              | 石坂まさを                 | 石坂まさを            | 宝夢覧            | CRDN-126  |
| 102 | 1992年 3月21日  | 02   | ウスクダラ                                  | 音羽たかし                 | トルコ民謡            | 田辺信一          | CRDN-126  |
| 103 | 1993年 1月1日   | 01   | 人生一路                                    | 星野哲郎                   | 安藤実親              | 小杉仁三          | CRDN-161  |
| 103 | 1993年 1月1日   | 02   | やまとうた                                  | 星野哲郎                   | 安藤実親              | 小杉仁三          | CRDN-161  |
| 104 | 1993年 7月5日   | 01   | どすこい!!太郎                              | 麻倉弥生                   | 山崎一稔              | 山崎一稔          | CRDN-190  |
| 104 | 1993年 7月5日   | 02   | 涙には3つの理由がある                       | 荒木とよひさ               | 三木たかし            | 佐孝康夫          | CRDN-190  |
| 105 | 1993年 9月21日  | 01   | 結婚行進曲                                  | 星野哲郎                   | 吉田正                | 小杉仁三          | CRDN-201  |
| 105 | 1993年 9月21日  | 02   | 虚空太鼓                                    | 星野哲郎                   | 島津伸男              | 池多孝春          | CRDN-201  |
| 106 | 1993年 12月16日 | 01   | おんな富士                                  | 中谷純平                   | 三島大輔              | 池多孝春          | CRDN-213  |
| 106 | 1993年 12月16日 | 02   | おんな節                                    | 星野真弓                   | 中村典正              | 小杉仁三          | CRDN-213  |
| 107 | 1994年 3月21日  | 01   | 勝                                          | 星野哲郎                   | 船村徹                | 南郷達也          | CRDN-230  |
| 107 | 1994年 3月21日  | 02   | 四季・人生                                  | 星野哲郎                   | 船村徹                | 南郷達也          | CRDN-230  |
| 108 | 1995年 2月22日  | 01   | ブンブンビート阿波踊り                      | サンディー                 | 久保田麻琴            | 久保田麻琴        | CRDN-268  |
| 108 | 1995年 2月22日  | 02   | ブンブンビート阿波踊り (Radio Edit)         | サンディー                 | 久保田麻琴            | 久保田麻琴        | CRDN-268  |
| 108 | 1995年 2月22日  | 03   | ブンブンビート阿波踊り (Jungle Mix)         | サンディー                 | 久保田麻琴            | B.Sagoo           | CRDN-268  |
| 109 | 1995年 11月1日  | 01   | 自慢じゃないが女だよ                        | 中山大三郎                 | 中山大三郎            | 小杉仁三          | CRDN-305  |
| 109 | 1995年 11月1日  | 02   | あなたに感謝                                | 中山大三郎                 | 中山大三郎            | 小杉仁三          | CRDN-305  |
| 110 | 1996年 6月26日  | 01   | Oh!演歌だよ                                 | 間寛平                     | 円広志                | 湯川徹            | CRDN-333  |
| 110 | 1996年 6月26日  | 02   | 龍馬のように                                | 荒木とよひさ               | 三木たかし            | 竜崎孝路          | CRDN-333  |
| 111 | 1996年 8月1日   | 01   | 尾張宗春音頭                                | 山本孝之                   | 中村典正              | 中野兼志          | CRDN-2010 |
| 112 | 1997年 7月24日  | 01   | C.C.レモン                                  | じんましんや               | じんましんや          | 佐藤直紀          | CRDN-388  |
| 112 | 1997年 7月24日  | 02   | C.C.レモン (TECHNO VERSION)                 | じんましんや               | じんましんや          | 佐藤直紀          | CRDN-388  |
| 113 | 1997年 10月22日 | 01   | 母・子守唄                                  | 星野哲郎                   | 三木たかし            | 竜崎孝路          | CRDN-510  |
| 113 | 1997年 10月22日 | 02   | 幸せをつかまえろ                            | 星野哲郎                   | 松永直樹              | 竜崎孝路          | CRDN-510  |
| 114 | 1998年 3月25日  | 01   | おんなの街道                                | 星野哲郎                   | 安藤実親              | 安藤実親          | CRDN-529  |
| 114 | 1998年 3月25日  | 02   | 波瀾万丈                                    | 星野哲郎                   | 島津伸男              | 島津伸男 小杉仁三 | CRDN-529  |
| 115 | 1998年 12月16日 | 01   | 女の花道                                    | 関沢新一                   | 安藤実親              | 安藤実親          | CRDN-570  |
| 115 | 1998年 12月16日 | 02   | 命は綺麗に使いたい                          | 志賀大介                   | 安藤実親              | 小杉仁三          | CRDN-570  |
| 116 | 1999年 7月23日  | 01   | 甲子園の詩                                  | 阿久悠                     | 三木たかし            | 宮川泰            | CRDN-624  |
| 116 | 1999年 7月23日  | 02   | 夏子のマーチ                                | 阿久悠                     | 三木たかし            | 宮川泰            | CRDN-624  |
| 117 | 2000年 8月23日  | 01   | 関東春雨傘                                  | 米山正夫                   | 米山正夫              | 小杉仁三          | CRDN-692  |
| 117 | 2000年 8月23日  | 02   | 関東春雨傘 (ジャズ・ヴァージョン)           | 米山正夫                   | 米山正夫              | 内堀勝            | CRDN-692  |
| 118 | 2002年 10月23日 | 01   | 夫婦                                        | 林泉                       | 林泉                  | 馬飼野俊一        | CRDN-761  |
| 118 | 2002年 10月23日 | 02   | 祝福〜貴方を称える歌〜                      | 林泉                       | 林泉                  | 馬飼野俊一        | CRDN-761  |
| 119 | 2002年 10月23日 | 01   | 涙をふいて                                  | 康珍化                     | 鈴木キサブロー        | J.Rover           | CRDN-867  |
| 119 | 2002年 10月23日 | 02   | ウォーキング・マーチ                        | 星野哲郎                   | 小杉仁三              | 小杉仁三          | CRDN-867  |
| 120 | 2003年 8月21日  | 01   | だめでもともと音頭                          | 星野哲郎                   | 原譲二                | 丸山雅仁          | CRCN-1104 |
| 120 | 2003年 8月21日  | 02   | 春夏秋冬                                    | 星野哲郎                   | 原譲二                | 丸山雅仁          | CRCN-1104 |
| 121 | 2003年 11月21日 | 01   | キッカケサンバ                              | 箭内道彦                   | ヒダテモトハラ 藤巻浩 | 藤巻浩            | CRCN-1117 |
| 121 | 2003年 11月21日 | 02   | きっかけ音頭                                | 箭内道彦                   | 箭内道彦              | 川嶋可能          | CRCN-1117 |
| 122 | 2006年 5月10日  | 01   | 春雷                                        | 星野哲郎                   | 三木たかし            | 若草恵            | CRCN-1243 |
| 122 | 2006年 5月10日  | 02   | なでしこの歌                                | 碩台小学校教員一同         | 碩台小学校教員一同    | 伊戸のりお        | CRCN-1243 |
| 123 | 2008年 11月5日  | 01   | よいしょ・こらしょ                          | 川内康範                   | 浜圭介                | 船山基紀          | CRCN-1381 |
| 123 | 2008年 11月5日  | 02   | 女の旅路                                    | 川内康範                   | 浜圭介                | 船山基紀          | CRCN-1381 |
| 124 | 2009年 8月26日  | 01   | 日本人だね演歌だね                          | 荒木とよひさ               | 弦哲也                | 桜庭伸幸          | CRCN-1430 |
| 124 | 2009年 8月26日  | 02   | 旅情                                        | 荒木とよひさ               | 弦哲也                | 桜庭伸幸          | CRCN-1430 |
| 125 | 2013年 4月3日   | 01   | 春の華                                      | 里村龍一                   | 安藤実親              | 丸山雅仁          | CRCN-1692 |
| 125 | 2013年 4月3日   | 02   | いつでも君は                                | 星野哲郎                   | 米山正夫              | 山崎一稔          | CRCN-1692 |
| 126 | 2013年 7月24日  | 01   | 消防団 三百六十五歩のマーチ                 | 星野哲郎 後藤聡 後藤めぐみ | 米山正夫              | 服部克久          | CRCN-2545 |
| 126 | 2013年 7月24日  | 02   | 三百六十五歩のマーチ (2013ニューバージョン) | 星野哲郎                   | 米山正夫              | 服部克久          | CRCN-2545 |
| 127 | 2014年 9月3日   | 01   | 人情                                        | さいとう大三               | 叶弦大                | 京建輔            | CRCN-1816 |
| 127 | 2014年 9月3日   | 02   | ありがとうの歌 (新アレンジ)                 | 大矢弘子                   | 叶弦大                | 京建輔            | CRCN-1816 |
| 128 | 2018年 9月5日   | 01   | 熊本城                                      | 久仁京介                   | 徳久広司              | 石倉重信          | CRCN-8180 |
| 128 | 2018年 9月5日   | 02   | 人生これから                                | 久仁京介                   | 徳久広司              | 石倉重信          | CRCN-8180 |
| 129 | 2022年 8月3日   | 01   | 運否天賦で 行こうじゃないか                 | 美樹克彦 学斗              | 岡千秋                | 水谷高志          | CRCN-8498 |
| 129 | 2022年 8月3日   | 02   | 昭和放浪記〜新録〜                          | 阿久悠                     | 小林亜星              | 水谷高志          | CRCN-8498 |

#### デュエット・シングル
| 発売日          | デュエット | 曲順 | タイトル                          | 作詞           | 作曲           | 編曲           | 規格品番 |
| --------------- | ---------- | ---- | --------------------------------- | -------------- | -------------- | -------------- | -------- |
| 1992年 10月21日 | 美川憲一   | 01   | 女と男                            | 三浦弘         | 三浦弘         | 竜崎孝路       | CRDN-148 |
| 2000年 11月1日  | 武田鉄矢   | 01   | いきてゆく物語                    | サンプラザ中野 | パッパラー河合 | パッパラー河合 | CRDN-713 |
| 2000年 11月1日  | -          | 02   | 夕暮れのララバイ (歌：水前寺清子) | かず翼         | 松井達夫       | 松井達夫       | CRDN-713 |

#### 企画シングル
- 三百六十五歩のマーチ 2017

| 発売日          | 曲順 | タイトル                                                      | 作詞         | 作曲     | 編曲     | 規格品番   |
| --------------- | ---- | ------------------------------------------------------------- | ------------ | -------- | -------- | ---------- |
| 2017年 10月11日 | 01   | 三百六十五歩のマーチ 〜365 Steps, All Cast 2017               | 星野哲郎 TEE | 米山正夫 | 今井了介 | CRCP-10388 |
| 2017年 10月11日 | 02   | 三百六十五歩のマーチ 〜365 Steps, Chita 2017 (歌：水前寺清子) | 星野哲郎     | 米山正夫 | 今井了介 | CRCP-10388 |

#### 配信限定シングル
| 発売日         | タイトル             | 作詞           | 作曲       | 編曲       |
| -------------- | -------------------- | -------------- | ---------- | ---------- |
| 2010年 1月1日  | HIKARI〜輝く未来へ〜 | タケル         | 矢賀部竜成 | 矢賀部竜成 |
| 2012年 5月16日 | てっぺん!            | さいとういんこ | 矢賀部竜成 | 矢賀部竜成 |

#### ソノシート
- 話しあいのマーチ（1969年、規格品番：C7S-42）[26][注釈 4][27]
  - 作詞：星野哲郎、作曲：猪俣公章、編曲：竹村次郎
  - ※非売品ソノシート。自由民主党の広報曲（イメージソング、一種のCMソング）。同年の第32回衆議院議員総選挙[28]、1973年の第33回衆議院議員総選挙で使用された[29]。

### アルバム

#### オリジナル・アルバム
| 発売日         | タイトル                                           | レーベル       | 規格 | 規格品番    |
| -------------- | -------------------------------------------------- | -------------- | ---- | ----------- |
| 1967年12月     | 泣いて笑ってひとり旅                               | 日本クラウン   | LP   | GW-5011     |
| 1968年4月      | 想い出の軍歌を唄う                                 | 日本クラウン   | LP   | GW-5018     |
| 1968年9月      | 麦と兵隊〜水前寺清子戦時歌謡を唄う〜               | 日本クラウン   | LP   | GW-5038     |
| 1968年11月     | 涙とほほえみ                                       | 日本クラウン   | LP   | GW-5050     |
| 1968年12月     | 水前寺清子とさのさ                                 | 日本クラウン   | LP   | GW-5059     |
| 1969年9月      | 戦友－水前寺清子哀愁の軍歌を唄う－                 | 日本クラウン   | LP   | GW-8023〜24 |
| 1969年11月     | 船頭小唄                                           | 日本クラウン   | LP   | GW-6004     |
| 1969年12月     | 人生の応援団長                                     | 日本クラウン   | LP   | GW-5112     |
| 1970年3月      | おめでとうの唄                                     | 日本クラウン   | LP   | GW-5129     |
| 1970年6月      | チータの東京音頭                                   | 日本クラウン   | LP   | GW-6010     |
| 1970年12月     | 人生はドラマだ                                     | 日本クラウン   | LP   | GW-6025     |
| 1971年5月      | ねんがら子守唄                                     | 日本クラウン   | LP   | GW-6037     |
| 1971年7月      | 昭和維新の歌                                       | 日本クラウン   | LP   | GW-6044     |
| 1971年12月     | チータのヒット・スタジオ                           | 日本クラウン   | LP   | GW-6063     |
| 1972年9月      | お控えなすって!チータです                          | 日本クラウン   | LP   | GW-6087     |
| 1973年6月      | 戦友の遺骨を抱いて                                 | 日本クラウン   | LP   | GW-6120     |
| 1995年6月5日   | 戦友の遺骨を抱いて                                 | 日本クラウン   | CD   | CRCN-20104  |
| 1975年1月      | 時は流れる〜デビュー10周年記念盤〜                 | 日本クラウン   | LP   | GW-6165     |
| 1976年         | 股旅                                               | 日本クラウン   | LP   | GWS-17      |
| 1981年         | 徒然歌枕                                           | RCA            | LP   | RHL-8017    |
| 1984年         | やあ!!チータ〜歌手生活20周年記念盤〜               | RCA            | LP   | RHL-8361    |
| 1988年         | チータのカモナ・マイハウス                         | 水前寺音楽出版 | CD   | CR-10076    |
| 1994年8月21日  | チータのカモナ・マイハウス                         | 日本クラウン   | CD   | CRCN-20095  |
| 1994年10月21日 | 歌手生活30周年特別企画 ありがとう30年              | 日本クラウン   | CD   | CRCN-20096  |
| 2003年12月10日 | チータの男の純情－水前寺清子古賀メロディーを唄う－ | 日本クラウン   | CD   | CRCN-20298  |

#### ライブ・アルバム
| 発売日       | タイトル                                                         | レーベル     | 規格 | 規格品番     |
| ------------ | ---------------------------------------------------------------- | ------------ | ---- | ------------ |
| 1970年9月    | 素晴らしい冒険 チータ!－水前寺清子新宿厚生年金ホール実況録音盤－ | 日本クラウン | LP   | GW-9013〜14  |
| 1975年4月    | 水前寺清子オンステージ－新宿コマ劇場実況録音盤－                 | 日本クラウン | LP   | GW-6175      |
| 1982年       | 水前寺清子リサイタル〜演歌・人生・応援歌〜                       | RCA          | LP   | RHL-6014〜15 |
| 1990年1月1日 | 今…だから…チータ〜25周年記念リサイタル〜                         | 日本クラウン | CD   | ZV-137       |

#### ベスト・アルバム
| 発売日         | タイトル                                                 | レーベル          | 規格品番       |
| -------------- | -------------------------------------------------------- | ----------------- | -------------- |
| 1988年12月5日  | 全曲集〜涙を抱いた渡り鳥・三百六十五歩のマーチ〜         | 日本クラウン      | ZV-78          |
| 1989年8月21日  | 水前寺清子16〜こころの港・夜明け船〜                     | 日本クラウン      | ZV-111         |
| 1990年8月21日  | 全曲集〜青空・あきない〜                                 | 日本クラウン      | CRCN-40012     |
| 1991年1月21日  | 全曲集〜曼陀羅華・大勝負〜                               | 日本クラウン      | CRCN-40023     |
| 1991年11月21日 | 全曲集〜ハーモニー・三百六十五歩のマーチ〜               | 日本クラウン      | CRCN-40043     |
| 1992年8月21日  | ベスト&ベスト〜いまさら歌舞伎・いっぽんどっこの唄〜      | 日本クラウン      | CRCN-20041     |
| 1992年12月5日  | 全曲集〜涙を抱いた渡り鳥・いまさら歌舞伎〜               | 日本クラウン      | CRCN-40084     |
| 1993年6月21日  | 決定盤 水前寺清子                                        | 日本クラウン      | CRCN-20067     |
| 1993年10月21日 | 全曲集                                                   | 日本クラウン      | CRCN-40089     |
| 1994年5月21日  | ベスト16〜勝・おんな富士〜                               | 日本クラウン      | CRCN-40118     |
| 1994年4月5日   | ありがとう30年〜ツインCDスペシャル〜                     | 日本クラウン      | CRCN-40112〜13 |
| 1994年11月21日 | 全曲集〜勝・大勝負〜                                     | 日本クラウン      | CRCN-40139     |
| 1995年4月21日  | ベスト16〜ブンブンビート阿波踊り・勝〜                   | 日本クラウン      | CRCN-40173     |
| 1995年11月22日 | 全曲集〜自慢じゃないが女だよ・三百六十五歩のマーチ〜     | 日本クラウン      | CRCN-40198     |
| 1996年6月26日  | ベスト16〜Oh!演歌だよ・三百六十五歩のマーチ〜            | 日本クラウン      | CRCN-40218     |
| 1996年10月23日 | 全曲集〜涙を抱いた渡り鳥・Oh!演歌だよ〜                  | 日本クラウン      | CRCN-40224     |
| 1997年6月25日  | ベスト16〜涙を抱いた渡り鳥・三百六十五歩のマーチ〜       | 日本クラウン      | CRCN-40268     |
| 1997年10月22日 | 全曲集〜母・子守唄、C.C.レモン〜                         | 日本クラウン      | CRCN-40505     |
| 1998年3月18日  | ベスト35〜おんなの街道・三百六十五歩のマーチ・大勝負〜   | 日本クラウン      | CRCN-40541〜42 |
| 1998年5月21日  | ベスト16〜おんなの街道・大勝負〜                         | 日本クラウン      | CRCN-40562     |
| 1998年10月21日 | 全曲集〜艶歌・おんなの街道〜                             | 日本クラウン      | CRCN-40584     |
| 1999年7月23日  | ベスト16〜甲子園の詩・三百六十五歩のマーチ・昭和放浪記〜 | 日本クラウン      | CRCN-40630     |
| 1999年12月16日 | 全曲集〜甲子園の詩・三百六十五歩のマーチ〜               | 日本クラウン      | CRCN-40646     |
| 2000年6月21日  | ベスト16〜女の花道・甲子園の詩〜                         | 日本クラウン      | CRCN-40678     |
| 2000年10月25日 | 全曲集〜関東春雨傘・女の花道〜                           | 日本クラウン      | CRCN-40689     |
| 2001年7月25日  | ベスト16〜関東春雨傘・涙を抱いた渡り鳥〜                 | 日本クラウン      | CRCN-40741     |
| 2001年11月21日 | 全曲集〜関東春雨傘・三百六十五歩のマーチ〜               | 日本クラウン      | CRCN-40763     |
| 2002年7月24日  | 全曲集〜ありがとうの歌・関東春雨傘〜                     | 日本クラウン      | CRCN-40786     |
| 2003年4月2日   | ベスト12【クラウン☆スターセレクション】                  | 日本クラウン      | CRCN-20280     |
| 2003年8月21日  | 全曲集〜涙を抱いた渡り鳥・ありがとうの歌〜               | 日本クラウン      | CRCN-40830     |
| 2004年9月17日  | ゴールデン☆ベスト                                        | 日本クラウン      | CRCN-20316     |
| 2005年7月21日  | 全曲集〜だめでもともと音頭・三百六十五歩のマーチ〜       | 日本クラウン      | CRCN-40928     |
| 2006年12月6日  | 全曲集〜三百六十五歩のマーチ・春雷〜                     | 日本クラウン      | CRCN-40995     |
| 2012年10月3日  | 全曲集〜三百六十五歩のマーチ・大勝負〜                   | 日本クラウン      | CRCN-41124     |
| 2013年6月26日  | GOLDEN☆BEST 水前寺清子 RCAイヤーズ                       | Sony Music Direct | MHCL-2287〜88  |
| 2015年10月7日  | 全曲集〜人情・三百六十五歩のマーチ〜                     | 日本クラウン      | CRCN-41207     |
| 2018年9月5日   | 全曲集〜熊本城・三百六十五歩のマーチ〜                   | 日本クラウン      | CRCN-41297     |
| 2019年1月9日   | ありがとうの歌〜水前寺清子TV主題歌コレクション〜         | 日本クラウン      | CRCN-41322     |
| 2021年10月6日  | 全曲集〜真実一路のマーチ・三百六十五歩のマーチ〜         | 日本クラウン      | CRCN-41380     |
| 2024年10月15日 | デビュー60周年記念 援歌の真髄〜男のいのち〜              | 日本クラウン      | CRCN-41503〜04 |

#### CD-BOX
| 発売日        | タイトル         | 規格品番       |
| ------------- | ---------------- | -------------- |
| 1996年1月24日 | 水前寺清子大全集 | CRCN-50035〜39 |
| 2013年11月2日 | 水前寺清子の世界 | CRCN-50152〜56 |

### タイアップ曲
| 年     | 楽曲                                            | タイアップ                                         |
| ------ | ----------------------------------------------- | -------------------------------------------------- |
| 1966年 | 俺は天下のご意見番                              | MBS系ドラマ「天下のご意見番」主題歌                |
| 1967年 | いつでも君は                                    | MBS系ドラマ「いつでも君は」主題歌                  |
| 1968年 | 艶歌                                            | 映画「わが命の歌 艶歌」主題歌                      |
| 1970年 | ありがとうの歌                                  | TBS系ドラマ「ありがとう」主題歌                    |
| 1970年 | 三度笠だよ人生は                                | 映画「三度笠だよ人生は」主題歌                     |
| 1971年 | 青空浪人の唄                                    | 日本テレビ系ドラマ「青空浪人」主題歌               |
| 1972年 | おどんが国は                                    | NHK「みんなのうた」挿入歌                          |
| 1972年 | 柔の道                                          | 日本テレビ系ドラマ「黒帯風雲録 柔」主題歌          |
| 1974年 | どこかでありがとう                              | TBS系ドラマ「ありがとう(第3シリーズ)」EDテーマ     |
| 1974年 | 魚のロック                                      | TBS系ドラマ「ありがとう(第3シリーズ)」挿入歌       |
| 1974年 | 幸せ正面だーれ                                  | フジテレビ系ドラマ「東海道姉ちゃん仁義」主題歌     |
| 1974年 | あゝ人生浮き沈み                                | フジテレビ系ドラマ「ほうねんまんさく」主題歌       |
| 1975年 | あたしのものよ                                  | TBS系ドラマ「あたしのものよ」主題歌                |
| 1975年 | いつかはいいたかった                            | TBS系ドラマ「あたしのものよ」挿入歌                |
| 1975年 | みつばちマーヤの冒険                            | テレビ朝日系アニメ「みつばちマーヤの冒険」OPテーマ |
| 1975年 | おやすみマーヤ                                  | テレビ朝日系アニメ「みつばちマーヤの冒険」EDテーマ |
| 1975年 | 明日がござる                                    | TBS系ドラマ「明日がござる」主題歌                  |
| 1978年 | 岬にて                                          | フジテレビ系ドラマ「かあちゃんの勲章」主題歌       |
| 1978年 | 海の恋唄                                        | フジテレビ系ドラマ「かあちゃんの勲章」挿入歌       |
| 1983年 | 幸せは遠くても                                  | TBS系ドラマ「トラックかあちゃん」主題歌            |
| 1988年 | 今日から一歩                                    | TBS系ドラマ「ああ嫁さん」主題歌                    |
| 1991年 | 三百六十五歩のマーチ                            | フジテレビ系アニメ「丸出だめ夫」OPテーマ           |
| 1991年 | 子供はつらいよ                                  | フジテレビ系アニメ「丸出だめ夫」EDテーマ           |
| 1993年 | どすこい!!太郎                                  | NHK「みんなのうた」挿入歌                          |
| 1993年 | おんな富士                                      | コナミ「がんばれゴエモン2」CMソング                |
| 1996年 | Oh!演歌だよ                                     | 読売テレビ系「ほんわかテレビ」EDテーマ             |
| 1997年 | C.C.レモン                                      | サントリー「C.C.レモン」CMソング                   |
| 2000年 | いきてゆく物語                                  | TBS系ドラマ「教習所物語」主題歌                    |
| 2003年 | キッカケサンバ                                  | フジテレビ系「きっかけは、フジテレビ。」CMソング   |
| 2010年 | HIKARI〜輝く未来へ〜                            | ロアッソ熊本・応援ソング                           |
| 2017年 | 三百六十五歩のマーチ 〜365 Steps, All Cast 2017 | 一般社団法人・スポーツオブハート 応援ソング        |
| 2017年 | 三百六十五歩のマーチ 〜365 Steps, All Cast 2017 | TOKYO MX「eスポーツ MaX」テーマソング              |

## 出演

### NHK紅白歌合戦出場歴
| 年度   | 放送回 | 回 | 曲目                        | 出演順 | 対戦相手        | 備考                |
| ------ | ------ | -- | --------------------------- | ------ | --------------- | ------------------- |
| 1965年 | 第16回 | 初 | 涙を抱いた渡り鳥            | 20/25  | 村田英雄        |                     |
| 1966年 | 第17回 | 2  | いっぽんどっこの唄          | 20/25  | 村田英雄（2）   |                     |
| 1967年 | 第18回 | 3  | どうどうどっこの唄          | 01/23  | 舟木一夫        | トップバッター      |
| 1968年 | 第19回 | 4  | 男でよいしょ                | 21/23  | 坂本九          |                     |
| 1969年 | 第20回 | 5  | 真実一路のマーチ            | 07/23  | 三田明          |                     |
| 1970年 | 第21回 | 6  | 大勝負                      | 01/24  | 村田英雄（3）   | トップバッター（2） |
| 1971年 | 第22回 | 7  | ああ男なら男なら            | 24/25  | 水原弘          | トリ前              |
| 1972年 | 第23回 | 8  | 昭和放浪記                  | 22/23  | 布施明          | トリ前（2）         |
| 1973年 | 第24回 | 9  | いっぽんどっこの唄（2回目） | 19/22  | 三波春夫        |                     |
| 1974年 | 第25回 | 10 | てっぺんまごころ            | 14/25  | 北島三郎        |                     |
| 1975年 | 第26回 | 11 | 大勝負（2回目）             | 10/24  | 村田英雄（4）   |                     |
| 1976年 | 第27回 | 12 | 鬼面児                      | 16/24  | 村田英雄（5）   |                     |
| 1977年 | 第28回 | 13 | 虚空太鼓                    | 14/24  | 北島三郎（2）   |                     |
| 1978年 | 第29回 | 14 | 肥後の駒下駄                | 14/24  | フランク永井    |                     |
| 1979年 | 第30回 | 15 | 涙を抱いた渡り鳥（2回目）   | 15/23  | 三波春夫（2）   |                     |
| 1980年 | 第31回 | 16 | 三百六十五歩のマーチ        | 19/23  | 三波春夫（3）   |                     |
| 1981年 | 第32回 | 17 | 有明けの海                  | 06/22  | 三波春夫（4）   |                     |
| 1982年 | 第33回 | 18 | 大勝負（3回目）             | 06/22  | 三波春夫（5）   |                     |
| 1983年 | 第34回 | 19 | あさくさ物語                | 21/21  | 細川たかし      | 紅組トリ            |
| 1984年 | 第35回 | 20 | 浪花節だよ人生は            | 09/20  | 細川たかし（2） |                     |
| 1985年 | 第36回 | 21 | 人生夢三味線                | 15/20  | 細川たかし（3） |                     |
| 1986年 | 第37回 | 22 | 男三百六十度                | 15/20  | チェッカーズ    |                     |

(注意点)
- 対戦相手の歌手名の( )内の数字は、その歌手との対戦回数、備考のトリ等の次にある( )はトリ等を務めた回数を表す。
- 曲名の後の(○回目)は、紅白で披露された回数を表す。
- 出演順は「（出演順) / (出場者数)」で表す。

### テレビドラマ
- 天と地と（1969年、NHK総合） - 八重 役
- ありがとう（TBS系、1970年、1972-1974年（第1-3シリーズ）） - 主演・四方光 / 古山新（十新） / 志村愛 役
- 女と味噌汁 その18（1971年、TBS系）
- おれは男だ! 第18話「若い生命をぶっつけろ! 」（1971年、日本テレビ系）
- 天下御免（1971年、NHK総合） - ナレーション
- 青春をつっ走れ 第16話（1972年、フジテレビ） - 水町清子 役
- 父と母の子（1973年1月6日、NTV） - 主演
- ほうねんまんさく（1974年、フジテレビ） - 主演
- 東海道姉ちゃん仁義（1974年、フジテレビ） - 主演
- あたしのものよ（1974年 - 1975年、TBS系） - 野尻七七 役
- 明日がござる（1975年、TBS系） - 世渡集子 役
- バケタン家族（1976年、NET）
- 大江戸捜査網 第269話「涙の花嫁衣裳」（1976年、12ch） - おきよ 役
- 銭形平次 第691回「涙の重さ」（1979年、フジテレビ）
- 遠山の金さん 第1シリーズ 第66話「姓は女医、名は酔いどれ芸者!」（1983年、テレビ朝日、東映） ※高橋英樹版
- 暴れん坊将軍II 第43話「鉄火意気地のおんな河岸」（1984年、テレビ朝日） - おけい 役
- 必殺仕事人意外伝 主水、第七騎兵隊と闘う 大利根ウエスタン月夜（1985年、ABC、松竹） - お鹿 / イエローディーア 役
- 木曜ドラマストリート「心はロンリー、気持ちは「…」IV」（1986年、フジテレビ）
- 銀河テレビ小説 まんが道・青春篇（1987年、NHK総合） - 須賀照江 役
- 春日八郎物語（1993年、テレビ東京）
- 郷土の偉人シリーズ（テレビ熊本）
  - 肥後のカミナリ 北里柴三郎（1994年11月3日）
  - 火の国への望郷、そして愛…作詞家・島田磐也（1996年11月3日）
- 痛快大名 徳川宗春～吉宗に挑んだ男（1996年、テレビ東京） - 瓦版屋 役
- 教習所物語（1999年(スペシャル)、2000年（連ドラ）、TBS系） - 小鳥遊美幸 役
- 土曜ワイド劇場「法医学教室の事件ファイル16・監察医VS鑑識官 ふたりの熱い闘い」（2002年、テレビ朝日） - 中根祐美子 役
- お義母さんといっしょ（2003年、フジテレビ） - 荒巻よし江 役
- VICTORY!〜フットガールズの青春〜（2003年、フジテレビ）
- ナースマンがゆく（2004年12月11日、日本テレビ） - 高沢留美子 役
- 月曜ミステリー劇場 警察庁・内偵監察官 桜沢葵の事件簿（2005年3月7日、TBS） - 主演・桜沢葵 役
- 課外授業 ようこそ先輩（2005年10月26日、NHK総合）
- 火曜ドラマゴールド 大女優殺人事件（2007年、日本テレビ） - 坂東都季子 役
- 新・美味しんぼ PART2（2007年、フジテレビ）
- 新・京都迷宮案内5 第10シリーズ 第1話（2008年1月17日、テレビ朝日） - 佐竹律子 役
- 水戸黄門 第40部 第6話「肝っ玉母さん 猛烈告白 -松島-」（2009年8月31日、TBS） - 紀代 役
- サザエさん アニメ＆ドラマで2時間半SP（2013年12月1日、フジテレビ） - 犬を連れた婦人 / 本人 役（特別出演）
- 戦力外捜査官 第7話（2014年2月22日、日本テレビ） - 北里スエ子 役

### その他のテレビ番組
情報番組
| 期間      | 期間      | 番組名                            | 役職             |
| --------- | --------- | --------------------------------- | ---------------- |
| 1996年4月 | 1998年9月 | ワイド!スクランブル（テレビ朝日） | メインキャスター |
| 2016年4月 | 2017年3月 | DO YOU?サタデー（BSフジ）         | 司会             |
| 2017年4月 | 2018年9月 | 水前寺清子情報館（BSフジ）        | 司会             |

情報番組以外（バラエティ・音楽・アニメ・トークなど）
- 夜のヒットスタジオ（フジテレビ）
- NTV紅白歌のベストテン（日本テレビ） -  紅組初代キャプテン
  - 今夜復活・紅白歌のベストテン（1994年、日本テレビ『木曜スペシャル』） - 紅組初代キャプテンとして参加
- チータと歌おう!ちびっこ大行進（1970年1月1日、フジテレビ）
- 九州土曜プレゼント（NHK九州・沖縄ブロック放送）
- チータ55号（TBS系）
- みつばちマーヤの冒険（1975年、朝日放送） - 主題歌 チータとみつばち合唱団名義
- 飛べ!孫悟空（1977年 - 1979年、TBS） - イタチ女王 役（声の出演）
- テント2002 お茶の間娯楽館 この人この歌（NHK衛星第2テレビジョン） - 司会
- BSふれあいステージ（NHK衛星第2テレビジョン） - 司会
- 渋谷らいぶステージ（NHK衛星第2テレビジョン） - 司会
- 昭和歌謡大全集（1992年 - 2007年、テレビ東京系列、不定期放送） - 司会
- 人生は三百六十五歩のマーチ（2018年10月13日 - 2020年9月26日、BSフジ） - 司会

### 映画
- 座頭市鉄火旅（1967年） - お春 役
- わが命の唄 艶歌（1968年） - 眉京子 役
- コント55号と水前寺清子の神様の恋人（1968年） - 鶴田きよ / 水前寺清子 / 煙草屋のソメ子 役
- コント55号と水前寺清子のワン・ツー・パンチ 三百六十五歩のマーチ（1969年） - 水前寺亭清奴 / 鶴田清子 役
- 三度笠だよ人生は（1970年） - 松浦政子 役
- コント55号と水前寺清子の大勝負（1970年） - 庄司清子 役
- あまから物語 おんなの朝（1971年） - 長谷部キヨ 役
- おしゃれ大作戦（1976年） - TVショーの歌手 役
- 山下少年物語（1985年） - 山本先生 役
- デコトラの鷲 其の五 火の国熊本親子特急便（2008年） - 竹原珠代 役

### ラジオ
- 元気印! チータdeマーチ（熊本放送ほかAMラジオ各局）
- いすゞハイウェイパートナー・水前寺清子の夕焼け歌謡曲（文化放送）
- 野村邦丸のごきげん!二重丸◎（文化放送）
- おはよう!ニッポン全国消防団（ニッポン放送） - 番組開始1年目から年1回、1ヶ月間出演（2016年除く）

### CM
- ペプシコーラ（水前寺自身の談によれば、コカ・コーラを愛飲しておりペプシコーラはそれまで飲んだことがなかった。撮影スタジオにはコカ・コーラが用意されていたといい、それ以後水前寺はペプシコーラのファンになったという[24]）
- 明治製菓 ストロベリーチョコレート
- 東芝 エアコン「木かげ」
- エスエス製薬 エスタック、新エスエスブロン液
- 協和発酵 ダイヤ焼酎（現在はニッカウヰスキーが製造し、アサヒビールから発売）
- カネボウ カップしるこ（現在はクラシエフーズから発売）
- カゴメ バーベキューソース
- ユニ・チャーム 愛犬元気
- サントリー C.C.レモン（CMソング。のちに、出演しているバージョンもある）
- マンダム GATSBY（歌）※三百六十五歩のマーチの替え歌
- 高橋酒造 ロアッソ熊本応援ボトル ※挿入歌「HIKARI」も歌唱 ※熊本県限定
- コナミ がんばれゴエモン2 奇天烈将軍マッギネス
- 『きっかけはフジテレビ』初代キャンペーンキャラクター（2002年）
- テレビ熊本（ナレーション）※熊本県限定